# Amphibiobeania
Amphibiobeania is een monotypisch geslacht van mosdiertjes uit de  familie van de Beaniidae en de orde Cheilostomatida

## Soort
- Amphibiobeania epiphylla Metcalfe, Gordon & Hayward, 2007